# Нове Замки
Но́ве За́мки (словац. Nové Zámky, нім. Neuhäusel, угор. Érsekújvár, тур. Uyvar) — місто, громада, адміністративний центр округу Нове Замки, Нітранський край, південно-західна Словаччина. Кадастрова площа громади — 72,57 км². Населення — 38 172 особи (за оцінкою на 31 грудня 2017 р.).
Знаходиться на річці Нітра та Стара Нітра.

## Історія
Фортеця Нове Замки була зведена 1573—1581 проти набігів турків й була однією з найсучасніших фортець у Європі. Поступово поблизу фортеці виросло місто. Десять раз туркам не вдавалось її взяти, але у 1663 році вони узяли її штурмом. Виною стала стратегічна помилка коменданта фортеці Адама Форгаха, який недооцінив турецькі сили. Так на 22 роки Нове Замки стали центром османської провінції (Вашварський мир). У 1685 війська під управлінням герцога Карла Лотарінзького звільняють місто. У XVIII столітті фортеця втратила своє призначення та її розібрали.
У 1848, з індустріалізацією, в Нове Замки зводяться фабрики і заводи, місто починає бурхливо розвиватись. 1871 року Нове Замки з'єднуються залізницею з Будапештом і Віднем.
Нині місто — один з промислових центрів західної Словаччини.

## Транспорт
Нове Замки з'єднуються залізницею з Будапештом і Віднем.

## Населення
| Рік:            | 1994.  | 2004.   | 2014.   | 2024.   |
| --------------- | ------ | ------- | ------- | ------- |
| Кількість осіб: | 43 448 | 41 469  | 38 941  | 36 002  |
| Різниця:        |        | -4,55 % | -6,09 % | -7,54 % |

| Рік:            | 2023.  | 2024.   |
| --------------- | ------ | ------- |
| Кількість осіб: | 36 410 | 36 002  |
| Різниця:        |        | -1,12 % |

## Пам'ятки
- Монастир францисканців з костелом
- Костел св. Хреста
- кілька каплиць
- Лютеранська кірха
- Кальвіністська церква
- Ортодоксальна синагога
- Рештки фортеці